# Condado de Jasper (Illinois)
El condado de Jasper (en inglés: Jasper County), fundado en 1831, es uno de 102 condados del estado estadounidense de Illinois. En el año 2008, el condado tenía una población de 10 117 habitantes y una densidad poblacional de 21 personas por km². La sede del condado es Newton. El condado recibe su nombre en honor a William Jasper.

## Geografía
Según la Oficina del Censo, el condado tiene un área total de 1290 km², de la cual 1279 km² es tierra y 10 km² (0.73%) es agua.

### Condados adyacentes
- Condado de Cumberland (norte)
- Condado de Clark (noreste)
- Condado de Crawford (este)
- Condado de Richland (sur)
- Condado de Clay (suroeste)
- Condado de Effingham (oeste)

## Demografía
Según la Oficina del Censo en 2000, los ingresos medios por hogar en el condado eran de $34 721, y los ingresos medios por familia eran $43 547. Los hombres tenían unos ingresos medios de $30 131 frente a los $17 646 para las mujeres. La renta per cápita para el condado era de $16 649. Alrededor del 9.90% de la población estaban por debajo del umbral de pobreza.

## Municipalidades

### Ciudades y pueblos
- Hidalgo
- Newton
- Rose Hill
- Ste. Marie
- Wheeler
- Willow Hill
- Yale

### Áreas no incorporadas
- Bogotá
- Hunt City
- West Liberty
- Lis
- Boos
- Advance
- Falmouth
- Gila
- Latona
- Raeftown
- Brookville
- Island Grove
- Plainfield
- Point Pleasant
- Shamrock

### Municipios
El condado de Jasper está dividido en 11 municipios:
| - Crooked Creek - Fox - Grandville - Grove - Hunt City - North Muddy | - Sainte Marie - Smallwood - South Muddy - Wade - Willow Hill |